# Ан-6
Ан-6 — высотный разведчик погоды разработки ОКБ-153 О. К. Антонова на базе Ан-2.

## Аэродинамическая схема
- Одномоторный расчалочный биплан с дополнительной кабиной в основании киля.

## История
21 марта 1948 году в Новосибирске взлетел самолёт-зондировщик атмосферы на высотах 6000—8000 м, получивший обозначение «К». Основное внешнее отличие от базовой машины, Ан-2 — наличие кабины наблюдателя-метеоролога у основания киля. В результате испытаний самолёта «К» был сделан вывод, что его силовая установка не обеспечивает необходимую высотность и требует усовершенствования. В октябре 1948 года из-за рассоединения тяги управления двигателем машина совершила грубую посадку и получила повреждения.
В 1950 году перед ОКБ-153 вновь была поставлена задача создать высотный самолёт для зондирования атмосферы. Конструкторы приняли решение доработать «К», установив на нём новую силовую установку с турбокомпрессором ТК-19 конструкции С. А. Трескина, обеспечивавшим сохранение мощности 850 л. с. до высоты 9500 м. Самолёт, получивший обозначение Ан-2ЗА (зондировщик атмосферы) или Ан-6, в декабре 1951 года удовлетворительно прошёл испытания в ГК НИИ ВВС.
Серийное производство в 1956—1958 годах.

## Технические характеристики[2]
- Экипаж: 2 чел.

Двигатель
- 1 ПД Швецова М-62Р, на базе АШ-62ИР. Отличался двумя турбокомпрессорами ТК-19.[3]

Размеры
- Длина самолёта: 12,8 м
- Высота самолёта: 4,68 м
- Общий размах верхнего крыла: 18,17 м
- Общий размах нижнего крыла: 14,23 м
- Площадь крыла: 71,68 м

Массы и нагрузки
- Вес пустого самолёта: 3600 кг
- Вес топлива нормальный/максимальный: 700/900 кг
- Взлетный вес нормальный/максимальный: 4650/5250 кг

Лётные данные
- Максимальная скорость у Земли: 234 км/ч
- Максимальная скорость на высоте 7000 м: 285 км/ч
- Дальность полёта: 1610 км
- Время набора высоты: 7000 м за 33 мин.
- Практический потолок: свыше 10 000 м
- Посадочная скорость: 80 км/ч
- Разбег: 125 м
- Пробег: 105 м